# Luxoft
„Luxoft“ е водещ доставчик на услуги в разработка на софтуер и иновативни IT решения в световен мащаб, обслужващ основно големи международни корпорации.
Компанията предоставя услуги в проектирането, разработката, тестването и поддръжката на мащабни софтуерни решения и консултации в сферата на информационните технологии. Решенията на Luxoft се базират на специално разработени продукти и платформи, които влияят пряко върху бизнес резултатите на клиентите, увеличават бизнес ефективността, предоставят информационна сигурност и постоянно се допълват с нови разработки. Luxoft работи в 19 страни, има 32 специализирани центъра по целия свят и 39 представителства, в които работят над 12 000 души.
Основана е през април 2000 г. като част от групата IBS Group. Luxoft предоставя своите услуги на компании в следните индустриални области: финансови услуги, технологии, аутомотив и транспорт, телекомуникации, авиация и космически технологии, енергетика. IBS Group развива дейност в 19 държави по целия свят и има центрове за доставка в Южна Африка, Централна и Източна Европа, Северна Америка, Мексико и Азия.

## История
Luxoft първоначално е създадена през 2000 г. под ръководството на Дмитрий Лощинин. Разрастване на компанията през годините:
- 2000 – Luxoft основава първият си офис в САЩ, в Монтвале в Калифорния
- 2001 – Luxoft отваря офиси в Сиатъл, Вашингтон
- 2004 – Luxoft отваря офиси Лондон
- 2005 – Luxoft основава офис в Киев, Украйна
- 2006 – Luxoft отваря офис в Одеса,[4] Украйна и получава статус на златен партньор на Microsoft (Microsoft Gold Certified Partner). Тази година компанията придоби и базираната в Ню Йорк консултантска фирма IT Consulting International[5]
- 2007 – Luxoft отваря офис in Днепропетро́вск, Украйна[6]
- 2008 – Luxoft отваря офис в Хо Ши Мин,[7] Виетнам и придобива румънската компания ITC Networks[8]
- 2010 – Luxoft отваря център за разработки в Краков, Полша.[9][10]
- 26 юни 2013 - Luxoft е листвана на Нюйоркската фондова борса New York Stock Exchange, с 4.1 милиона дяла, на стойност 17 долара всеки[11]
- 2014 – Luxoft отваря най-новият си офис в София, България[12]

## Поделения в чужбина
Представителства на компанията има по целия свят: САЩ (New York, NY; Seattle, WA), Европа (Лондон, Великобритания; Франкфурт, Германия) и Азия (Сингапур).